# مملكة غارهوال
مملكة غارهوال (بالإنجليزية: Garhwal Kingdom)‏ هي مملكة مستقلة في ولاية أوتاراخند الواقعة شمال غرب الهيمالايا في الهند، تأسَّست المملكة عام 823 ميلادي على يد الملك كاناكبال، الجدّ الأكبر لسلالة بانوار التي حكمت المملكة بشكل متواصل حتى عام 1803.
قُسِّمت المملكة إلى جزأين خلال عهد الراج البريطاني وهما: ولاية غارهوال الأميرية ومنطقة غارهوال في الهند البريطانية. وخلال هذه الفترة، كانت ولاية غارهوال الأميرية إحدى ولايات منطقة بنجاب هيل التي أصبحت جزءا من المكتب السياسي في بنجاب هيل التابع لبريطانيا، رغم أنها لم تكن تحت إدارة مقاطعة بنجاب. تألفت ولاية غارهوال الأميرية أو غارهوال المستقلة من منطقة تيهري جروال في الوقت الحالي وأغلب منطقة أوتاركشي. انضمت هذه الولايات السابقة إلى اتحاد الهند في أغسطس عام 1949.

## التاريخ

### في العصور القديمة
بشكل تقليدي، ورد ذكر المنطقة في العديد من الكتب الهندوسية من خلال حكاية كيدركاند الذي عاد إلى موطنه عند شعب غارهوال. وقعت مملكة غارهوال تحت سيطرة طبقة كشاتريا. ازدهرت مملكة كونندا في القرن الثاني قبل الميلاد. وفي وقت لاحق، وقعت المنطقة تحت حكم ملوك الكاتيوري، الذين حكموا مناطق كوماون وغارهوال من وادي الكاتيور باجناث، أوتاراخند، من القرن السادس بعد الميلاد ثم انتهت في نهاية المطاف بحلول القرن الحادي عشر الميلادي، عندما استبدلوا ملوك تشاند في كوماون، بينما جرى تقسيم مملكة غارهوال إلى عدة مقاطعات صغيرة. قام تشيونتسانغ، الرَّحالة الصيني، بزيارة هذا الإقليم حوالي 629 ميلادية، وذكر ضمن كتاباته وجود مملكة براهامبورا في المنطقة.
استنادًا إلى ما هو مكتوب ضمن الكتابات الأدبية والتقاليد المحلية (يعود الوجود الأقدم لتاريخ المملكة إلى القرن الرابع الميلادي)، فمن المُقترح أن كل من نيبال الغربية البعيدة وأتاراخند قد شكَّلتا نظام حكم واحد لقرون من الزمان في ظل حكم ملوك الكاتيوري. وبالتالي فإن المنطقتين تمتلكان تاريخًا مشتركًا سابقًا. إن اسم بهاراتا/جاغارا المعروف بـ جيا راني، وهي أميرة من مملكة كاتيور، مذكور في كِلا النصين (النيبالي) و(الأتاراخندي)، لذا فإنه يُعدّ مثالًا على تاريخ المنطقتين المشترك.
في كتاب راهول سانسكريتيايان، غارهوال (1953) كتب أن «ملوك كوماون - غارهوال كانوا يُسَّمون: كيدار خاساماندال، وهو بذلك يُشير إلى منطقة كيدار باعتبارها المقر الرئيسي لشعب خاسا».
بدأت الأسرة الملكية لمملكة غارهوال مع أسرة كاناكبال. تأسَّست مملكة غارهوال عام 823 ميلادي. في زيارته إلى معبد بادريناث، التقى كاناكبال، أمير مالوا، بالملك رجا بهانو براتاب، أحد ملوك الحصون المستقلة الـ 52، والذي لم يكن له أي أبناء آنذاك. زوَّج الملك ابنته الوحيدة إلى الأمير ثم سلَّمه المملكة، المدينة المحصنة. قام كاناكبال، إلى جانب أحفاده من سلالة بانوار، تدريجيًا بغزو جميع الحصون المستقلة الخاضعة تحت حكم زعماء القبائل الصغيرة البالغ عددها 52، وحكموا مملكة غارهوال بالكامل عام 915 حتى عام 1804 ميلادي.